# Diecisiete instantes de una primavera

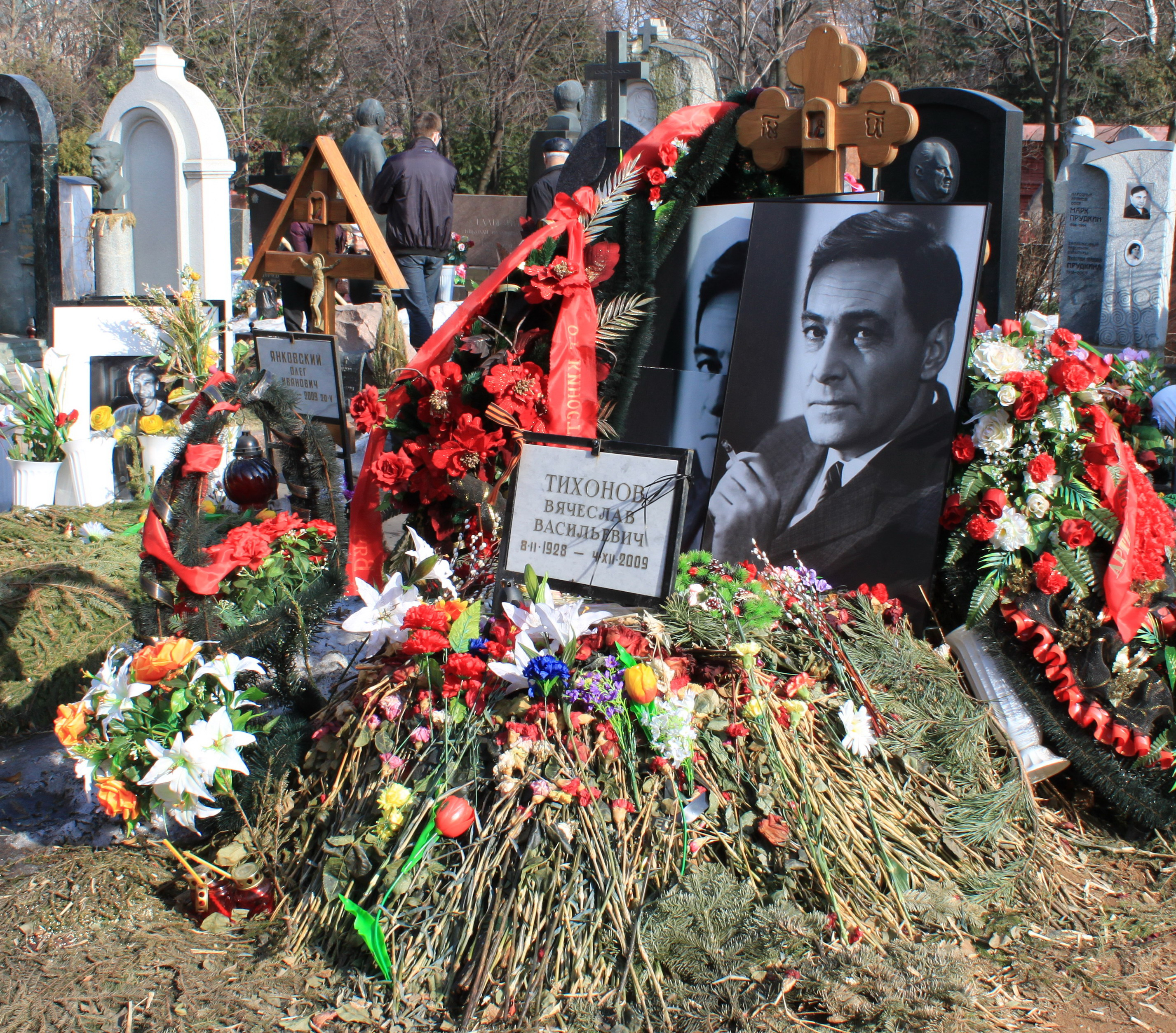
Foto de Stirlitz en la tumba de Viacheslav Tíjonov.

Diecisiete instantes de una primavera (del ruso: Семнадцать мгновений весны), o Diecisiete momentos de una primavera es una serie de televisión soviética emitida desde el 8 de julio hasta el 24 de agosto de 1973. Fue filmada en los Estudios de Cine Gorki, Moscú, y fue dirigida por Tatiana Lióznova, basándose en el libro homónimo del novelista Yulián Semiónov. La serie cuenta con doce capítulos de 70 minutos cada uno que fueron emitidos por el Primer Programa de la Televisión Central Soviética.
La serie trata de la vida del espía soviético Maksim Isáiev que está operando en la Alemania Nazi bajo el nombre de Max Otto von Stirlitz, interpretado por el actor Viacheslav Tíjonov. Otros papeles importantes son interpretados por Leonid Bronevói, Oleg Tabakov, Yuri Vízbor, Yevgueni Yevstignéyev, Rostislav Plyatt, Vasili Lanovói, y Mijaíl Zharkovski.
En 2009 se publicó una versión remasterizada en color.

## Argumento
El argumento se basa en los intentos (finalmente exitosos) de Stirlitz de frustrar las negociaciones entre el General de las SS Karl Wolff, en representación de Walter Schellenberg y Heinrich Himmler, y el operador de inteligencia estadounidense Allen Dulles en Berna, Suiza, durante los últimos meses de la Segunda Guerra Mundial. Dulles, que en la serie actúa sin la autorización del Presidente, está interesado en alcanzar un acuerdo de paz con la Alemania Nazi que dejara a muchas instituciones nazis en posición de impedir el auge del bolchevismo en Europa Occidental. Las negociaciones son llevadas a cabo en secreto y a espaldas de Hitler y, que es lo que concierne a Stirlitz, de la Unión Soviética.
La posición de Stirlitz se ve agravada por el hecho de que desde el principio de la serie, el Obergruppenführer Ernst Kaltenbrunner instruye al jefe de la Gestapo Heinrich Müller para que realizara una investigación sobre Stirlitz, ya que desconfiaba de las conexiones de Stirlitz en la fallida destrucción de Cracovia, en los retrasos en los programas de investigación atómica alemanes y en su demasiado afectada devoción y lealtad a Hitler, más cuando los otros oficiales alemanes habían empezado a murmurar en privado sobre el curso de la guerra. Mientras Müller (Bronevói) en un inicio no hace mucho caso de las sospechas de su jefe, pronto empieza a tener dudas, convirtiéndose finalmente en el archienemigo de Stirlitz.
Casi al final de la serie, Stirlitz informa sobre las charlas secretas que condujeron a Ernst Kaltenbrunner y Martin Bormann a mandar regresar a Karl Wolff a Berlín y arrestarlo al aterrizar. Sin embargo, Wolff se salva en el último momento cuando Schellenberg interviene explicando que su plan de negociación era una "desinformación magistral de los soviéticos con la intención de romper la confianza entre las fuerzas aliadas".

## Ambiente histórico
Las negociaciones entre Dulles y Wolff tuvieron lugar en realidad el 8 de marzo de 1945, bajo el nombre de Operación Sunrise, para los estadounidenses, u Operación Crossword para los británicos (en la serie "Sunrise Crossword"), y las autoridades soviéticas fueron informadas por sus agentes. Uno de ellos era Kim Philby. Otro agente de la Inteligencia Militar Soviética, descrito por Allen Dulles como "una magnífica fuente, que recibe información de Alemania de primera clase", era Rudolph Rassler, que trabajaba en Suiza durante las negociaciones secretas.
Al inventar la figura de Isáiev-Stirlitz, Yulián Semiónov trabajaba con las biografías de oficiales de inteligencia soviéticos bien conocidos: Lev Manévich, Nikolái Kuznetsov y Sandor Radó. Pero ninguno de ellos fue el prototipo del protagonista de la serie. Stirlitz es la imagen colectiva, en la que el autor encarnó todas las mejores características del espía.
Se habla en ocasiones de Stirlitz como el James Bond soviético, aunque la comparación no es del todo válida. Aunque la serie contenía algunos elementos increíbles (un ruso haciéndose pasar por alemán durante veinte años) y aunque puede haber jugado el mismo papel ideológico que James Bond en el Oeste, Diecisiete instantes de una primavera está basada, aunque sólo sea vagamente, en hechos históricos. Además, la serie aporta una versión mucho más realista del espionaje exterior que los filmes de James Bond, con Stirlitz abriéndose paso en las pugnas de las SD y las SS, buscando cautamente contactos amistosos, y desarrollando coartadas prudentemente para sus actividades encubiertas y no utilizando casi nunca la fuerza o artilugios. También cabe destacar que ninguno de los nazis dan la impresión de ser la encarnación del mal: mientras que la serie recuerda al espectador el horror de los campos de concentración nazi con el uso de algunos metrajes originales, nada parece conectarlo con Heinrich Müller u otros de los adversarios de Stirlitz. Esto es una diferencia con las películas de Bond, donde los generales y líderes rusos son estereotípicamente brutos bebedores de vodka, genios calculadores del mal o gente egoísta planeando dar golpes para conseguir dinero.
La música de la serie fue escrita por el compositor de origen armenio Mikael Tariverdíev. El tema principal, titulado Mgnovenia ("Instantes") y compuesto por este compositor, fue interpretado por Iósif Kobzón. El autor de la letra de las canciones es el poeta Róbert Rozhdéstvenski.
La serie fue muy popular en la Unión Soviética y originó muchas frases populares así como todo un género de chistes. La serie es emitida frecuentemente en la televisión rusa. Se han establecido planes para construir un monumento a Stirlitz en la ciudad de Gorojovéts, su lugar de nacimiento en la serie. Se dice que "para las generaciones mayores, la serie es poco más que un informe detallado de un acontecimiento real, una manera de echar un vistazo detrás del escenario de una guerra dolorosa de recordar". "Pero para la gente más joven, que creció con las emisiones anuales (se solía emitir en sesiones de doce días seguidos), se hizo más famosa por sus extravagancias y planos surrealistas que por su valor cinematográfico". "Pero la fama más duradera de Diecisiete instantes de una primavera es la legión de anécdotas sobre Stirlitz, Isáiev y Tíjonov que han entrado en los anales permanentes del folclor ruso".
Una serie televisiva polaca con una temática similar Stawka większa niż życie (con el Capitán Kloss como personaje análogo a Stirlitz) fue realizada entre 1967 y 1968.

## Datos técnicos
Diecisiete instantes de una primavera fue filmada en blanco y negro y consta de 12 episodios, cada uno de entre 65 y 79 minutos de duración. La película usa una gran cantidad de archivos cinematográficos de la guerra.
| Episodio | Duración de la versión original de 1972 | Duración de la versión coloreada de 2009 | Material perdido (%) |
| -------- | --------------------------------------- | ---------------------------------------- | -------------------- |
| 01       | 01:08:42                                | 51:21                                    | ~25 %                |
| 02       | 01:09:01                                | 51:37                                    | ~26 %                |
| 03       | 01:06:10                                | 51:20                                    | ~22 %                |
| 04       | 01:15:20                                | 51:50                                    | ~32 %                |
| 05       | 01:05:32                                | 51:58                                    | ~21 %                |
| 06       | 01:12:15                                | 52:22                                    | ~27 %                |
| 07       | 01:10:29                                | 51:13                                    | ~27 %                |
| 08       | 01:05:13                                | 51:24                                    | ~21 %                |
| 09       | 01:18:49                                | 52:32                                    | ~33 %                |
| 10       | 01:07:38                                | 51:39                                    | ~24 %                |
| 11       | 01:04:50                                | 51:12                                    | ~21 %                |
| 12       | 01:06:11                                | 51:56                                    | ~22 %                |